# Beat
Beat glazba je podvrsta rock i pop glazbe, razvijena u Velikoj Britaniji šesdesetih godina prošlog stoljeća u vrijeme britanske invazije.
Beat je imao i svoje podvrste;  Merseybeat, je inačicu su razvile grupe i solisti iz Liverpoola, a označavao je prvenstveno zemljopisni pojam, da se to odnosi na izvođače s one strane rijeke Mersey koja dijeli Liverpool na dva dijela.
Brumbeat se pak odnosio na sastave i izvođače iz Birminghama, koji su imali malo drugačiji pristup istom glazbenom žanru.
Beat je imao i kod nas veliki utjecaj na grupe iz šesdesetih, tako da bi se moglo reći da je postojao i hrvatski beat, s nekim svojim lokalnim posebnostima.
Beat glazba je bila mješavina glazbenih stilova;  rock and roll, doo wopa, skiffla i rhythm and bluesa.  Beat sastavi su uobičajeno imali tri elektične gitare (solo, ritam i bas) i bubnjara. U svojim skladbama, bi dobar dio dionica pjevali višeglasno, (prateći vokali bi dignuli glas za tercu / jednu trećinu). Beat skladbe, su bile jednostavne, pjevne s vrlo malo akorda, ali s naglašenim ritmom, udara bas-gitare i bas bubnja (beat=udarac).
Beat glazba nema, odnosno ima vrlo malo s američkim pjesničkim pokretom beat generacije iz pedesetih godina.

## Glazbeni izričaj
Najčešći oblik koji su beat grupe imale, svodio se na 3 gitare i bubnjeve; oblik koji su popularizirali Beatlesi, Searchersi, Gerry and the Pacemakersi i ostale grupe. Beat grupe, čak i one koje su imale solo pjevača, najčešće su pjevale višeglasno, na način koji su otprije razvile grupe iz američkog doo-wopa a planetarno učinili popularnim Everly Brothersi.
Beat je karakterizirala usklađenost (udara) bas-gitarista (koji je većinom svirao pet baznih nota akorda) i bubnjara (njegovog bas bubnja).
Beat sastavi su bili pod velikim utjecajem rano poginulog Buddy Hollya i njegovog sastava The Crickets (Skakavci) (njihovo ime je inspiriralo Beatlese, da si uzmu neko ime po insektima). Velik uticaj na njih su imali rani britanski instrumentalni sastavi poput Shadowsa, zbog zvuka električnih gitara. Na Liverpool su imali utjicaj brojni imigranti iz obližnje Irske i Welsa pridošli u grad tijekom industrijske revolucije u XIX st., donijevši sa sobom i svoje keltsko glazbeno naslijeđe.

## Povijest
Krajem pedesetih u lučkom i industrijskom gradu Liverpoolu postao je izuzetno popularni oblik zabave ples. Plesne dvorane (a svaka malo veća dvorana, mogla je poslužiti toj svrsi) s malim glazbenim orkestrima su nicale kao gljive poslije kiše. S njima je rasla i potražnja za malim ekonomičnim sastavima, u jednom trenutku ih je bilo oko 350 samo na Merseysideu (dio grada Liverpoola).  U isto vrijeme, proradila je veza s Hamburgom, iz Njemačke, gdje je bilo stacioniran veliki britanski garnizon nakon drugog svjetskog rata (Hamburg je bio u britanskoj okupacionoj zoni). Tako su brojne grupe iz Liverpoola dobile priliku da nastupaju u hamburškim plesnim klubovima poput Star-Cluba (The Beatles, The Searchers, Gerry and the Pacemakers). 
Liverpoolska glazbena scena je vrlo rano (1961.) dobila i svoj časopis Mersey Beat pod vodstvom Billyja Harryja, tako da je ona ostala i povijesno dobro zabilježena. Za razliku od Brumbeata iz Birminghama, koji je ostao manje više anoniman.
Uskoro merseybeat nije bio samo lokalno poznat već se njegov utjecaj proširio prvo po cijeloj Britaniji i obližnjim europskim zemljama, (i od tada se zove beat), a od 1964. taj uticaj se prelio i preko Atlantika i od tada se taj glazbeni fenomen zove i britanska invazija.

## Značajni izvođači i akteri
- The Beatles
- Gerry and the Pacemakers
- The Searchers
- The Merseybeats
- The Undertakers
- Rory Storm and the Hurricanes
- The Swinging Blue Jeans
- The Fourmost
- The Big Three
- Billy J Kramer
- The Dakotas
- Freddie and the Dreamers
- Herman's Hermits
- The Hollies
- Brian Poole and the Tremeloes
- The Dave Clark Five
- The Spencer Davis Group
- The Zombies
- The Yardbirds
- The Who

## Vanjske poveznice
- Mersey Beat magazin, s poviješću ovog žanra (na engleskom)
- Merseybeat Nostalgia  Arhivirana inačica izvorne stranice od 27. kolovoza 2020. (Wayback Machine)
- Merseybeat ABD  Arhivirana inačica izvorne stranice od 5. ožujka 2009. (Wayback Machine)
- Kratke vijesti i priče o Mersey Soundu  Arhivirana inačica izvorne stranice od 30. rujna 2007. (Wayback Machine)